# Haute-Sorne
Cet article possède un paronyme, voir Haute-Saône.
Haute-Sorne est une commune suisse du canton du Jura qui existe depuis le 1er janvier 2013.

## Histoire

Photo aérienne: Glovelier, Bassecourt, Courfaivre (1953)

Haute-Sorne a été créée par la fusion des anciennes communes de Bassecourt, Courfaivre, Glovelier, Soulce et Undervelier, fusion acceptée en votation le 5 février 2012. Le même jour, les communes de Boécourt et Saulcy avaient refusé de rejoindre la nouvelle entité.

## Autorités politiques
La convention de fusion prévoit le maintien de cercles électoraux correspondant aux anciennes communes pour la première législature.

## Transport
Les gares de Courfaivre, Bassecourt et Glovelier, sont desservies par les lignes CFF Bienne-Delémont-Delle et Bâle-Delémont-Porrentruy.